# Путуридзе, Иван Самсонович
Иван Самсонович Путуридзе (25.03 (07.04)1906 — 1990) — директор Очхамурского совхоза имени Сталина (с 1961 г. — имени XXII съезда КПСС) Министерства сельского хозяйства СССР, Кобулетский район Аджарской АССР, Герой Социалистического Труда (27.07.1951).

## Биография
В 1930 году агрономический факультет Тбилисского сельскохозяйственного института.
Старший, главный агроном и заместитель директора в Насакиральском (1931—1937), Лаитурском (1937) и Очхамурском (1937—1941) чайных совхозах. В 1941—1942 председатель Кобулетского райисполкома.
В 1942—1954 и с 1956 до конца 1970-х гг. директор Очхамурского совхоза имени Сталина (с 1961 г. — имени XXII съезда КПСС) Министерства сельского хозяйства СССР, Кобулетский район Аджарской АССР.
Получал в своём совхозе урожайность сортового чайного листа 40 ц/га. В 1950 году колхоз сдал государству в среднем с каждого гектара по 4029 килограмма чайного листа на площади 500 гектаров. Указом Президиума Верховного Совета СССР от 27 июля 1951 года удостоен звания Героя Социалистического Труда за «получение в 1950 году высоких урожаев сортового зелёного чайного листа» с вручением ордена Ленина и золотой медали «Серп и Молот» (№ 6631).
Этим же указом званием Героя Социалистического Труда были награждены заведующий отделением Александр Дмитриевич Имнаишвили, старший агроном Шалва Сардионович Грдзелидзе, рабочие Зоя Васильевна Зоркина, Елена Савельевна Плахотникова.
За выдающиеся показатели по итогам работы 1950 года был награждён третьим Орденом Ленина.
В 1954—1956 министр сельского хозяйства Аджарской АССР.
В 1956 году вновь назначен директором Очхамурского совхоза. Применял передовые агротехнические методы, в результате чего значительно возросла урожайность чайного листа. В 1965 году урожайность составила более 6,5 тысяч килограммов с гектара. В 1966 году урожайность превысила 6883 килограмм с гектара, что стало мировым рекордом в чаеводстве в этом году.
Руководил совхозом до конца 1970-х годов.
Проживал в Кобулетском районе. Умер в 1990 году.
Награды
- Герой Социалистического Труда
- Орден Ленина — трижды (05.07.1949; 31.07.1950; 1951)
- Орден Трудового Красного Знамени — дважды (02.04.1966; 08.04.1971)
- Медаль «За трудовое отличие» (24.02.1941; 03.02.1942)
- Медаль «За оборону Кавказа» (01.05.1944)
- Медалями ВСХВ и ВДНХ, в том числе двумя Большими золотыми и Малой золотой.